# Pherallodichthys meshimaensis
Pherallodichthys meshimaensis — вид риб родини присоскоперових (Gobiesocidae).

## Поширення
Вид поширений на заході Тихого океану на рифах біля берегів Японії та Філіппін.

## Опис
Тіло завдовжки до 3 см.

## Спосіб життя
Риба мешкає у припливній зоні. Живиться, переважно, ікрою, іноді може поїдати зоопланктон.